# 辛憲英
辛 憲英（しん けんえい、191年 - 269年）は、中国三国時代の魏の人物。諱は不明。字は憲英。豫州潁川郡陽翟県の人。本貫は隴西郡。父は辛毗。弟は辛敞。羊耽の妻。子は羊瑾（羊玄之の父）・羊琇。甥（羊耽の兄の羊衜の子女）は羊祜・羊徽瑜。『三国志』辛毗伝裴松之注釈にある外孫の夏侯湛が著作した伝記と、『晋書』「列女伝」に記述がある。

## 生涯
204年、父は袁紹の子である袁譚に仕え鄴に住んでいた。当時、官渡の戦いで敗北し勢力を減退させた袁紹が病死し、袁譚と袁尚との間の家督争いで内紛が起きていた。彼女は、袁尚配下で父を恨んでいた審配に捕らわれそうになったが、家族ともども脱出した。
217年、父が仕えていた曹丕が太子に任命された。曹丕が辛毗の首を抱いて喜んでいたことを聞いた彼女は、父に対し「曹丕さまは魏を継ぐ立場となられました。普通なら憂慮しなければならない立場であるのに、それを喜ぶとは。魏はこの君主で栄えることができるのでしょうか」と言い、ため息をついたという。
249年、曹爽・曹羲達兄弟が曹芳（斉王）のお供をして出かけたのを見計らった司馬懿が、クーデターを起こした。曹爽の参軍であった弟の辛敞は、曹爽の司馬であった魯芝から共に曹爽の元に駆けつけるよう勧められたが、判断に迷い姉に相談した。憲英が「司馬懿が政変を起こしたのなら、これは成功し曹爽らは処刑されるでしょう。ただし、あなたは曹爽配下なのですから、城内にいるのであれば主君のために義理を果たしたとはいえません。城から出て曹爽の元へ行くべきです」と告げたため、辛敞は曹爽の元へ走った。その後、曹爽らは処刑されたものの、辛敞は主君に忠実な人物として処刑を免れた。
262年、鍾会が仮節・鎮西将軍・都督関中諸軍事に任命された。憲英は、甥の羊祜に鍾会が鎮西将軍に任命された理由を尋ね、それが蜀漢征討だと聞くと「鍾会は独断で物事を判断する人物だから、野心を懐いていないか心配です」と言った。羊祜は周囲の者に聞かれなかったかと懸念し「叔母さま、喋りすぎはいけません」と注意したという。
263年、鍾会の要請で子の羊琇が鍾会の参軍として蜀漢征討戦に参加した。しかし鍾会が起こした謀反で、軍が混乱し多数の将兵が殺される中、憲英から気を付けるよう言い含められていた羊琇は、無事に益州から戻ってきたという。
269年、数え79歳で死去した。
『晋書』列女伝において、憲英は質素倹約を旨とし、羊祜から贈られた華美な服を裏返しにしたという。だが『太平御覧』巻707に引く『孝子集』および巻815に引く『夏侯孝若集』では、憲英が裏返しにする服を贈った者は従外孫の胡毋楊となっている。また同書巻815には、羊琇が錦で縁取った肩掛けを贈った時も着用しなかったとある。盧弼著の『三国志集解』では『太平御覧』の記述をもとにし、羊祜が清廉な人物でいつも質素な衣服を着ていたこと、羊琇が豪奢な性分で贅沢な生活を好んだことを考慮して、憲英に華美な服を贈った者は甥の羊祜ではなく、子の羊琇が正しいと指摘している。

## 三国志演義での記述
小説『三国志演義』でもその名が登場し、司馬懿のクーデターについて弟に助言する件がそのまま引用されている。